# Legalmente Loira
Legally Blonde (bra/prt: Legalmente Loira) é um filme de comédia estadunidense de 2001, dirigido por Robert Luketic, com roteiro de Karen McCullah Lutz e Kirsten Smith baseado no romance Legally Blonde, de Amanda Brown.
Estrelado por Reese Witherspoon, Luke Wilson, Selma Blair, Matthew Davis, Victor Garber e Jennifer Coolidge, conta a história de Elle Woods, uma garota universitária que tenta reconquistar seu ex-namorado e obter um Juris Doctor.
O filme foi lançado em 13 de julho de 2001 e recebeu críticas positivas dos críticos. No Rotten Tomatoes, o consenso dos críticos afirma "embora o material seja previsível e estereotipado, a performance diferenciada e engraçada de Reese Witherspoon faz com que este filme seja melhor do que teria sido de outra forma". Ele foi indicado ao Globo de Ouro de Melhor Filme: Musical ou Comédia e ficou em 29º lugar na lista de "100 Filmes Mais Engraçados" do canal Bravo de 2007. Witherspoon recebeu uma indicação ao Globo de Ouro de Melhor Atriz - Filme Musical ou Comédia, e o MTV Movie Awards 2002 de Melhor Performance Feminina.
O sucesso de bilheteria levou a uma continuação de 2003, Legally Blonde 2: Red, White & Blonde, e um spin-off de 2009 direto para o DVD, Legally Blondes. Além disso, Legalmente Loira: The Musical estreou em 23 de janeiro de 2007, em San Francisco e abriu em Nova York no Palace Theatre, na Broadway, em 29 de abril de 2007, estrelado por Laura Bell Bundy.
Em junho de 2018, Witherspoon esteve em negociações com a Metro-Goldwyn-Mayer para produzir uma terceira sequência da série de filmes Legally Blonde. Além de reprisar seu papel como Elle Woods, Witherspoon está trazendo de volta Karen McCullah Lutz e Kirsten Smith para escrever o roteiro do filme. MGM mais tarde confirmou em um post no Twitter que Legally Blonde 3 está previsto para ser lançado em 14 de fevereiro de 2020.
Em abril de 2024, uma série spin-off de Legalmente Loira entrou em desenvolvimento no Prime Video, com participação de Reese Witherspoon na concepção criativa. O projeto tem as assinaturas de Josh Schwartz e Stephanie Savage, criadores de Gossip Girl (telessérie).

## Sinopse
Elle Woods é uma típica patricinha, estudante de moda e membra de irmandade. Mas na ocasião em que ela espera ser pedida em casamento pelo namorado rico, filho do governador, ele desfaz o namoro, dizendo que quer ir para a Harvard Law School e vai fazer melhor para ele "casar com uma Jackie, não uma Marilyn". Cansada de sofrer com o estereótipo da futilidade, Elle resolve entrar para a mesma faculdade de Direito e provar que inteligência não depende de aparências.

## Elenco
- Reese Witherspoon como Elle Woods
- Luke Wilson como Emmett Richmond
- Selma Blair como Vivienne Vivian Kensington
- Matthew Davis como Warner Huntington III
- Victor Garber como Professor Callahan
- Jennifer Coolidge como Paulette Bonafonté
- Holland Taylor como Professora Stromwell
- Ali Larter como Brooke Taylor-Windham
- Jessica Cauffiel como Margot
- Alanna Ubach como Serena McGuire
- Oz Perkins como David Kidney
- Linda Cardellini como Chutney Windham
- Bruce Thomas como funcionário da United Parcel Service
- Meredith Scott Lynn como Enid Wexler
- Wayne Federman como Conselheiro de Admissões de Harvard
- Raquel Welch como Sra. Windham-Vandermark
- Greg Serano como Enrique Salvatore

## Produção
O filme é baseado no livro de mesmo nome de Amanda Brown, que construiu a história de suas experiências da vida real como uma loira freqüentando a Stanford Law School, sendo obcecada por moda e beleza, lendo a revista Elle e frequentemente confrontando as personalidades. de seus colegas.
Brown disse que quando chegou pela primeira vez a Stanford Law, descobriu que cometera um grande erro. "Eu estava na minha primeira semana de faculdade de direito, em 1993, e vi este panfleto para "The Women of Stanford Law", então eu estava tipo, "Eu vou conhecer algumas garotas legais. Seja o que for".
Fui à reunião e estas não eram mulheres. Estas eram pessoas realmente irritadas. A mulher que liderava passou três anos em Stanford tentando mudar o nome "semestre" para "ovário". Comecei a rir e percebi que todos na sala levaram muito a sério. Então eu não fiz nenhum amigo lá.
Brown escreveu cartas para seus pais sobre essas experiências, que ela adaptou em um manuscrito e enviou a um agente, que inicialmente foi atraído porque era o único manuscrito escrito em papel rosa.
O produtor Marc Platt ficou intrigado com a personagem de Elle Woods quando um romance inédito foi entregue a ele. "O que eu amei nessa história é que é hilária, é sexy e, ao mesmo tempo, é empoderadora", diz Platt. "O mundo olha para Elle e vê alguém que é loira e bonita mas nada mais. Elle, por outro lado, não se julga nem ninguém. Ela acha que o mundo é ótimo, ela é ótima, todo mundo é ótimo e nada pode mudar isso. Ela é verdadeiramente uma heroína moderna irreprimível". O diretor Robert Luketic traça paralelos comportamentais. "Sinto-me atraído por histórias de pessoas que são genuínas com elas mesmas. E esse filme fala de uma garota que decide ser quem ela é, sem se importar com o que os outros pensam. É uma história sobre a importância de acreditar em si mesmo".
As roteiristas Karen McCullah e Kirsten Smith passaram dois dias no campus de Stanford, na primavera de 2000, fazendo pesquisas para o roteiro baseado no romance de Brown.
Tanto a USC quanto a Stanford se recusaram a permitir que os produtores usassem seus nomes de faculdade no filme. "[Os produtores do filme] perguntaram se poderiam colocar o filme na USC, mas as imagens dela como estudante de graduação e estar em uma irmandade ... nós sentimos que havia muito estereótipo acontecendo", diz Elijah May, coordenador de filmagem do campus da USC. A produção assentou em ter Elle indo para uma faculdade fictícia chamada CULA.
A segunda escolha da produção era a Universidade de Chicago, que também recusou por conta da cena em que um professor dá em cima de Elle.
Embora o filme é ambientado principalmente na Universidade de Harvard, cenas do campus foram filmados na Universidade do Sul da Califórnia, Universidade da Califórnia em Los Angeles, Instituto de Tecnologia da Califórnia, e Rose City High School, em Pasadena, Califórnia. A cena de formatura foi filmada no Dulwich College, em Londres, Inglaterra, desde que Witherspoon estava na cidade filmando The Importance of Being Earnest. A Universidade de Harvard aparece no filme brevemente em certas tomadas aéreas.
Witherspoon pesquisou o personagem estudando garotas da irmandade em seus campi e pontos de acesso associados. Ela foi jantar com eles e brincou que estava conduzindo um "estudo antropológico". Reese Witherspoon, que, para se preparar para o filme, passou dias passeando por Beverly Hills e frequentando os spas dos hotéis mais sofisticados da região. "O que eu adoro em Elle é que ela questiona nossa percepção", disse Witherspoon. "É muito fácil chegarmos a conclusões sobre pessoas que nem conhecemos, e ela me fez explorar as diferenças entre aparência e espírito". Charlize Theron, Gwyneth Paltrow, Alicia Silverstone, Katherine Heigl, Milla Jovovich, Jennifer Love Hewitt, e Christina Applegate foram consideradas para interpretarem a protagonista Elle Woods. Applegate não aceitou o papel por achar o filme “estúpido”. Applegate disse que a personagem do filme tinha muitos pontos em comum com Kelly Bundy, personagem que interpretou na sitcom Married... with Children, e por isso temeu ficar marcada por fazer personagens do tipo loira burra. Chloe Sevigny acabou desistindo do papel de Vivian. Sevigny disse depois, em uma entrevista, que na época não havia se dado conta de que o filme faria tanto sucesso.
A cena onde Elle explica a Paulette como chamar a atenção de sua paixão - quase não entrou no filme. "[Produtor] Marc [Platt] queria um plano B para Paulette (Jennifer Coolidge)", disse a co-roteirista Karen McCullah à Entertainment Weekly. "No começo ficamos tipo, 'A loja deveria ser roubada?'", Disse a co-autora Kirsten Smith, "Acho que passamos uma semana ou duas tentando descobrir o que o enredo B e esse grande set deveriam ser. Houve tramas de crime. Nós estávamos lançando cena após cena e tudo parecia muito estranho".
Mais tarde, em um bar em Los Angeles, McCullah chegou a uma solução: "E se Elle mostrar [Paulette] um movimento para conseguir o cara da UPS?" No calor do momento, Smith inventou um movimento, levantando-se e monstrando o que se tornaria a curva e o estalo. Smith explica: "Foi uma invenção espontânea. Foi um momento completamente bêbado em um bar". O diretor Robert Luketic depois adaptou o movimento para um número de dança para o filme. "... Foi um número totalmente coreografado por Toni Basil, e ela foi incrível", lembra Witherspoon. "Ela fez toda a dança". "Eu me lembro de apenas ler e pensar que era a coisa mais histérica de todas", acrescentou ela. "o filme tem uma história muito significativa. Fala do empoderamento feminino. Não trata, necessariamente, de uma garota que está tentando conquistar um garoto. Ainda hoje, os principais pedidos que recebo, das pessoas, é para fazer este gesto. Eu sinto que vou fazer o abaixa e levanta até os 95 anos".
Foi combinado no contrato de Reese Witherspoon que ela ficaria com todas as roupas, sapatos e acessórios que usasse no filme.

## Recepção da crítica
Legally Blonde foi lançado em 13 de julho de 2001 na América do Norte. Seu final de semana de abertura bruta de US$ 20 milhões fez um sucesso de bilheteria para o estúdio da MGM, e arrecadou US$ 96,5 milhões na América do Norte e US$ 45,2 milhões em outros lugares, para um total mundial de US$ 141,7 milhões. O filme foi lançado no Reino Unido em 26 de outubro de 2001 e foi lançado em segundo lugar, atrás de American Pie 2.
O filme foi um sucesso crítico. Com base em 130 comentários, coletados pelo Rotten Tomatoes, 69% dos críticos deram notas positivas para Legally Blonde, classificando o filme como "fresh". A maioria das críticas elogiou o desempenho de Reese Witherspoon, embora algumas tenham denegrido o filme como um todo. Metacritic relatou que o filme teve uma pontuação média de 59, com base em 31 comentários. Na cerimônia do Globo de Ouro de 2001, o filme foi indicado ao Globo de Ouro de melhor filme de comédia ou musical. No mesmo ano, Witherspoon também foi indicado ao Melhor Atriz - Filme Musical ou Comédia.

## Prêmios e indicações
| Lista de prêmios e indicações | Lista de prêmios e indicações            | Lista de prêmios e indicações | Lista de prêmios e indicações |
| Premiação                     | Categoria                                | Recipiente                    | Resultado                     |
| ----------------------------- | ---------------------------------------- | ----------------------------- | ----------------------------- |
| Golden Globe Awards 2002      | Melhor filme - comédia ou musical        |                               | Indicado                      |
| Golden Globe Awards 2002      | Melhor atriz - comédia ou musical        | Reese Witherspoon             | Indicado                      |
| Satellite Award 2002          | Melhor Atriz em filme musical ou comédia | Reese Whiterspoon             | Indicado                      |
| MTV Movie Awards 2002         | Melhor filme                             |                               | Indicado                      |
| MTV Movie Awards 2002         | Melhor atriz                             | Reese Witherspoon             | Indicado                      |
| MTV Movie Awards 2002         | Melhor comediante                        | Reese Witherspoon             | Indicado                      |

## Trilha sonora
Um álbum de trilha sonora foi lançado em 2001 pela A&M Records, incluindo as músicas:
- "Watch Me Shine" por Joanna Pacitti
- "Sound of Milwaukee" por Fatboy Slim
- "Can't Get Me Down" por Lo-Ball
- "We Could Still Belong Together" por Lisa Loeb
- "Don't Need You To (Tell Me I'm Pretty)" por Samantha Mumba
- "One Girl Revolution" por Superchick
- "Magic" por The Black Eyed Peas com Terry Dexter
- "Sex Machine" por Mýa
- "That's the Way (I Like It)" por KC and the Sunshine Band
- "You Sexy Thing" por Hot Chocolate
- "Get Down on It" por Kool & the Gang
- "Love Is a Beautiful Thing" por Krystal
- "A Thousand Miles" por Vanessa Carlton
- "Baby, Come on Over" por Samantha Mumba
- "Perfect Day" por Hoku
- "Ooh La La" por Valeria

## Musical
Em fevereiro de 2007, uma adaptação musical estreou na Broadway para críticas mistas, estrelando Laura Bell Bundy como Elle, Christian Borle como Emmett, Orfeh como Paulette, Nikki Snelson como Brooke, Richard H. Blake como Warner, Kate Shindle como Vivienne e Michael Rupert como Callahan. Outros membros do elenco incluíram Andy Karl, Leslie Kritzer, Annaleigh Ashford, DeQuina Moore e Natalie Joy Johnson. O show, Bundy, Borle e Orfeh foram todos indicados para o Tony Awards. Mais tarde, o show da Broadway foi o foco de uma série de reality da MTV chamada Legally Blonde: The Musical – The Search for Elle Woods, em que a vencedora assumirá o papel de Elle na Broadway. Bailey Hanks, de Anderson, Carolina do Sul, venceu a competição.
Legally Blonde teve uma temporada de sucesso no Savoy Theatre, nos teatros de West End de Londres, estrelado por Sheridan Smith, Susan McFadden, e Carley Stenson como Elle, e Duncan James, Richard Fleeshman, Simon Thomas, e Ben Freeman como Warner. Durante o período de três anos, o elenco também incluiu Alex Gaumond, Denise Van Outen, e Lee Mead.